# Call It Love
Call It Love is een nummer van de Amerikaanse countryrockband Poco. Het is de eerste single van hun zeventiende studioalbum Legacy uit 1989. In september dat jaar werd het nummer op single uitgebracht.

## Achtergrond
De vrolijke plaat werd een bescheiden hit in thuisland de Verenigde Staten, waar de 18e positie werd bereikt in de Billboard Hot 100. In Canada werd de 11e positie bereikt.
In Nederland was de plaat op zondag 24 september de 293e Speciale Aanbieding bij de KRO en op donderdag 28 september 1989 TROS Paradeplaat op de befaamde TROS donderdag op Radio 3 en werd een radiohit in de destijds twee landelijke hitlijsten op de nationale publieke popzender. De plaat bereikte de 20e positie in de Nationale Hitparade Top 100 en de 15e positie in de Nederlandse Top 40. Daarmee was het voor het eerst sinds 1976 dat Poco weer de hitlijsten behaalde en met "Call It Love" was het ook meteen de laatste keer dat Poco in de Nederlandse hitlijsten stond. 
In België bereikte de plaat de 38e positie in de voorloper van de Vlaamse Ultratop 50 en de 28e positie in de Vlaamse Radio 2 Top 30. In Wallonië werd géén notering behaald.